# Şefik Vural Altay
Şefik Vural Altay  (* 1959 in Ankara) ist ein türkischer Diplomat.

## Leben
Şefik Vural Altay absolvierte nach dem Abitur an der Çankaya High School ein Studium der Verwaltungswissenschaften an der Technischen Universität des Nahen Ostens.
1984 erfolgte der Eintritt in den Auswärtigen Dienst der Türkei innerhalb der Haushaltsabteilung. Im Jahr 1985 war er „Gesandtschaftssekretär Dritter Klasse“ in der Abteilung Konsularisches, 1986 dann „Gesandtschaftssekretär Dritter Klasse“ in Nairobi und ab 1989 Konsul in Essen. 1991 war Şefik „Gesandtschaftssekretär Erster Klasse“ in der Abteilung Osteuropa und kaukasische Länder, bis er 1993 als „Gesandtschaftssekretär Erster Klasse“ an das NATO Defense College in Rom und in Baku wechselte. Von 1995 war er „Gesandtschaftssekretär Erster Klasse“ bei der Organisation für wirtschaftliche Zusammenarbeit und Entwicklung in Paris, wo er ab 1998 die Abteilung Rüstungskontrolle und Abrüstung leitete. Von 2000 an war er Gesandtschaftsrat bei der Organisation für wirtschaftliche Zusammenarbeit und Entwicklung in Paris, um 2003 als Generalkonsul nach Burgas zu wechseln. Ab 2005 leitete er die Abteilungen Sicherheit und NATO. Seit 2007 war er Ministerialdirigent in der Abteilung Energie, Wasser und Umwelt. Vom 19. Oktober 2009 bis 3. Dezember 2014 war er außerordentlicher und bevollmächtigter Botschafter in Abu Dhabi.
Şefik spricht fließend Englisch, Deutsch und Italienisch. 

## Einzelbelege
1. ↑  Türkische Botschaft in Abu Dhabi, Büyükelçinin Özgeçmişi (Memento vom 15. Mai 2010 im Internet Archive)

| Vorgänger  | Amt                                                                       | Nachfolger            |
| ---------- | ------------------------------------------------------------------------- | --------------------- |
| Hakkı Akil | türkischer Botschafter in Abu Dhabi 19. Oktober 2009 bis 3. Dezember 2014 | Mustafa Levent Bilgen |

| Personendaten    | Personendaten       |
| ---------------- | ------------------- |
| NAME             | Altay, Şefik Vural  |
| KURZBESCHREIBUNG | türkischer Diplomat |
| GEBURTSDATUM     | 1959                |
| GEBURTSORT       | Ankara              |